# Carsix
Carsix és un municipi francès situat al departament de l'Eure i a la regió de Normandia. L'any 2007 tenia 270 habitants.

## Demografia

### Població
El 2007 la població de fet de Carsix era de 270 persones. Hi havia 96 famílies, de les quals 20 eren unipersonals (8 homes vivint sols i 12 dones vivint soles), 40 parelles sense fills, 24 parelles amb fills i 12 famílies monoparentals amb fills.
La població ha evolucionat segons el següent gràfic:
Habitants censats

### Habitatges
El 2007 hi havia 118 habitatges, 94 eren l'habitatge principal de la família, 18 eren segones residències i 5 estaven desocupats. 115 eren cases i 2 eren apartaments. Dels 94 habitatges principals, 83 estaven ocupats pels seus propietaris i 11 estaven llogats i ocupats pels llogaters; 1 tenia dues cambres, 14 en tenien tres, 27 en tenien quatre i 52 en tenien cinc o més. 67 habitatges disposaven pel capbaix d'una plaça de pàrquing. A 46 habitatges hi havia un automòbil i a 44 n'hi havia dos o més.

### Piràmide de població
La piràmide de població per edats i sexe el 2009 era:
| Homes | Edats   | Dones |
| ----- | ------- | ----- |
| 0     | 95 o +  | 0     |
| 0     | 90 a 94 | 0     |
| 4     | 85 a 89 | 0     |
| 0     | 80 a 84 | 0     |
| 4     | 75 a 79 | 0     |
| 4     | 70 a 74 | 8     |
| 8     | 65 a 69 | 8     |
| 8     | 60 a 64 | 0     |
| 12    | 55 a 59 | 12    |
| 12    | 50 a 54 | 16    |
| 4     | 45 a 49 | 4     |
| 8     | 40 a 44 | 12    |
| 0     | 35 a 39 | 8     |
| 24    | 30 a 34 | 8     |
| 12    | 25 a 29 | 0     |
| 16    | 20 a 24 | 8     |
| 8     | 15 a 19 | 4     |
| 4     | 10 a 14 | 4     |
| 4     | 5 a 9   | 4     |
| 12    | 0 a 4   | 0     |

## Economia
El 2007 la població en edat de treballar era de 153 persones, 108 eren actives i 45 eren inactives. De les 108 persones actives 99 estaven ocupades (47 homes i 52 dones) i 9 estaven aturades (2 homes i 7 dones). De les 45 persones inactives 22 estaven jubilades, 14 estaven estudiant i 9 estaven classificades com a «altres inactius».

### Ingressos
El 2009 a Carsix hi havia 99 unitats fiscals que integraven 233,5 persones, la mediana anual d'ingressos fiscals per persona era de 17.947 €.

### Activitats econòmiques
Dels 16 establiments que hi havia el 2007, 1 era d'una empresa extractiva, 1 d'una empresa alimentària, 1 d'una empresa de fabricació d'altres productes industrials, 5 d'empreses de construcció, 5 d'empreses de comerç i reparació d'automòbils, 1 d'una empresa d'hostatgeria i restauració, 1 d'una empresa de serveis i 1 d'una entitat de l'administració pública.
Dels 7 establiments de servei als particulars que hi havia el 2009, 2 eren tallers de reparació d'automòbils i de material agrícola, 2 fusteries i 3 lampisteries.
Dels 3 establiments comercials que hi havia el 2009, 1 era un supermercat, 1 una fleca i 1 una botiga de material de revestiment de parets i terra.
L'any 2000 a Carsix hi havia 19 explotacions agrícoles que ocupaven un total de 544 hectàrees.

## Equipaments sanitaris i escolars
El 2009 hi havia una escola maternal integrada dins d'un grup escolar amb les comunes properes formant una escola dispersa.

## Poblacions més properes
El següent diagrama mostra les poblacions més properes.